# 石川智久 (薬物動態学者)
石川 智久（いしかわ としひさ、1954年 - ）は、日本の薬学者（薬物動態学）。学位は理学博士（北海道大学・1982年）。NPO法人地方再興・個別化医療支援代表（理事長）。

## 来歴

### 生い立ち
- 1973年－愛媛県立西条高等学校を卒業
- 1977年－北海道大学理学部化学科を卒業、同大学院理学研究科応用電気研究所（現・電子科学研究所）生体物理部門に進学
- 1982年－博士課程修了し、同年北海道大学より理学博士号を授与される[1]。

### 研究者として
- 1982年－ドイツ・デュッセルドルフ大学 ドイツ学術交流会 奨学生
- 1982年－同大学医学部生理化学研究所 (Helmut Sies 教授) 博士研究員
- 1987年－大阪大学医学部生化学教室（谷口直之教授） 助手
- 1989年－ドイツ癌研究所腫瘍生化学部門 研究員、重点領域研究 (SFB)  プロジェクトリーダー
- 1991年－米国・テキサス大学 M.D.アンダーソン癌センター小児癌研究部門 助教授、同大学医科学研究センター大学院助教授を兼任
- 1995年12月－帰国、ファイザー製薬中央研究所に入所
- 1999年－東京本社PHA（ファイザー・ヘルスケアーアカデミー）研究技術開発担当 部長
- 2000年6月－東京工業大学大学院生命理工学研究科 生体分子機能工学専攻 教授
- 2002年4月－大学発バイオベンチャー 株式会社メディシナル･ゲノミクス（現・株式会社ジェノメンブレン[2]） 創立
- 2009年5月－理化学研究所に入所、横浜研究所・オミックス基盤研究領域 客員主管研究員
- 2011年4月－同研究所・LSA（ライフサイエンスアクセラレーター）要素技術開発グループ・LSA要素技術開発ユニット 上級研究員
- 2014年3月末－理化学研究所退職
- 2014年9月－特定非営利活動法人 地方再興・個別化医療支援を設立（代表、理事長）

## 研究
- 薬物輸送に関するABCトランスポーター機能解析のための自動化スクリーニングシステムの開発とそれに基づく薬物動態のすぐれた新薬分子デザイン
- 日本人の薬物動態に関連する遺伝子の多型及びタンパク質等の機能の解明に関する研究
- 生物新機能と創薬をめざす生体内分子科学

## STAP騒動との関係
2015年1月26日、若山研究室におけるES細胞の窃盗容疑で、小保方晴子氏を兵庫県警察に刑事告発した。同年5月14日、容疑者不詳で再提出された告発状を兵庫県警が受理。2016年5月18日、神戸地検は、嫌疑不十分で不起訴処分とした。

## 著作

### 著書
- 『ゲノム創薬と未来産業―バイオテクノロジー・ビジネスクラスターの形成へ (ミクスライブラリー) 』エルゼビア・ジャパン (2003/08) ISBN 978-4860345082

### 監訳
- 『ファーマコゲノミクス―21世紀の創薬と個の医療』テクノミック (2002/12) ISBN 978-4924746985

### 共著
- 『ゲノムと疾患（The Frontiers in Medical Sciencesシリーズ） 』（埼玉医科大学ゲノム医学研究センター所長 村松 正實 編）南山堂 (2004/08) ISBN 978-4-525-13051-0 第13章 ファーマコゲノミクス: 薬物トランスポーターの遺伝子多型と薬剤応答性

## 特許
- ABCタンパク質が輸送する基質のスクリーニング方法、及びABCタンパク質の輸送活性の測定法. 特許. 公開. 国立大学法人東京工業大学. 2005/12/07. 特願2005-353801. 2007/06/21. 特開2007-151493. 2007.（石川智久, 中川大, 渡邊 正人, 齊藤 光. ）
- 薬物のスクリーニング方法. 特許. 公開. 国立大学法人東京工業大学, 日本ウォーターズ株式会社. 2005/10/21. 特願2005-306956. 2007/05/10. 特開2007-114091. 2007.（石川智久, 山田英彦, 山本博保. ）
- 遺伝子多型の検出方法および薬物のスクリーニング方法. 特許. 公開. 国立大学法人東京工業大学. 2005/08/30. 特願2005-250084. 2007/03/15. 特開2007-060967. 2007.（石川智久, 櫻井 亜季, 田村 藍. ）